# Ponometia tripartita
Ponometia tripartita är en fjärilsart som beskrevs av Smith 1903. Ponometia tripartita ingår i släktet Ponometia och familjen nattflyn. Inga underarter finns listade i Catalogue of Life.